# Назаровский район
Наза́ровский райо́н — административно-территориальная единица (район) и муниципальное образование (муниципальный район) в западной части Красноярского края России.
Административный центр — город Назарово (в состав района не входит).

## География
Площадь района — 4230 км². Граничит на севере с Боготольским и Ачинским районами, на востоке с Козульским, на юго-востоке с Балахтинским, на юге с Ужурским районом и на западе с Шарыповским округом.

## История
Образован 4 апреля 1924 года в составе Енисейской губернии, а уже в 1925 году вошёл в состав новообразованного Сибирского края, войдя в состав его Ачинского округа.
В 1930 году район вошёл в состав Западно-Сибирского края.
С 7 декабря 1934 Назаровский район входит в состав Красноярского края.
В 1962 году в состав района вошли сельсоветы упраздняющегося Берёзовского района.
В 1981 году Берёзовский и Новоалтатский сельсоветы были переданы в состав Шарыповского района.
Границы и статус установлены Законом Красноярского края от 25.02.2005 № 13-3113 «Об установлении границ и наделении соответствующим статусом муниципального образования Назаровский район и находящихся в его границах иных муниципальных образований».

## Население
| 2002    | 2009    | 2010    | 2011    | 2012    | 2013    |
| ------- | ------- | ------- | ------- | ------- | ------- |
| 24 265  | ↘23 582 | ↘23 547 | ↘23 484 | ↘23 342 | ↘23 225 |
| 2014    | 2015    | 2016    | 2017    | 2018    | 2019    |
| ↘23 034 | ↘22 840 | ↘22 695 | ↘22 393 | ↘22 063 | ↘21 644 |

Примечание. Город Назарово в состав района не входит.

## Административное устройство
В рамках административно-территориального устройства район включает 10 административно-территориальных единиц — 10 сельсоветов.
В рамках муниципального устройства, в муниципальный район входят 10 муниципальных образований со статусом сельских поселений.
| №  | Сельское поселение         | Административный центр | Количество населённых пунктов | Население | Площадь, км2 |
| -- | -------------------------- | ---------------------- | ----------------------------- | --------- | ------------ |
| 1  | Верхнеададымский сельсовет | посёлок Сохновка       | 5                             | 1308      | 297,64       |
| 2  | Гляденский сельсовет       | посёлок Глядень        | 9                             | 2503      | 326,98       |
| 3  | Дороховский сельсовет      | село Дорохово          | 4                             | 1858      | 290,70       |
| 4  | Краснополянский сельсовет  | село Красная Поляна    | 6                             | 2612      | 500,20       |
| 5  | Красносопкинский сельсовет | посёлок Красная Сопка  | 8                             | 2612      | 451,02       |
| 6  | Павловский сельсовет       | село Павловка          | 5                             | 1339      | 432,14       |
| 7  | Подсосенский сельсовет     | село Подсосное         | 4                             | 1387      | 453,57       |
| 8  | Преображенский сельсовет   | посёлок Преображенский | 3                             | 2389      | 274,10       |
| 9  | Сахаптинский сельсовет     | село Сахапта           | 5                             | 1398      | 485,14       |
| 10 | Степновский сельсовет      | посёлок Степной        | 11                            | 4910      | 725,62       |

### Населённые пункты
В Назаровском районе 60 населённых пунктов.
В сносках к названию населённого пункта указана административно-территориальная принадлежность

| Степной           | 1840 |
| Красная Сопка     | 1807 |
| Преображенский    | 1708 |
| Красная Поляна    | 1502 |
| Дорохово          | 1374 |
| Сахапта           | 1191 |
| Глядень           | 1138 |
| Подсосное         | 985  |
| Павловка          | 928  |
| Большой Сереж     | 524  |
| Медведск          | 502  |
| Ильинка           | 473  |
| Кольцово          | 443  |
| Сохновка          | 440  |
| Антропово         | 424  |
| Жгутово           | 390  |
| Средняя Берёзовка | 349  |
| Верхний Ададым    | 340  |
| Ельник            | ↘318 |
| Московка          | 310  |

| Верхняя Берёзовка | 289  |
| Предгорный        | 288  |
| Кибитень          | 282  |
| Красногорский     | 269  |
| Алтат             | 265  |
| Чердынь           | 262  |
| Большая Сосновка  | 261  |
| Березняки         | 260  |
| Новая Сокса       | 254  |
| Степноозерка      | 243  |
| Лесные Поляны     | 234  |
| Ярлыково          | 225  |
| Селедково         | 221  |
| Усть-Берёзовка    | 215  |
| Старожилово       | 202  |
| Нижний Ададым     | 201  |
| Сереуль           | 199  |
| Владимировка      | 185  |
| Сютик             | 180  |
| Каргала           | ↘152 |

| Захаринка         | ↘151 |
| Костеньки         | 149  |
| Глядень           | 145  |
| Зарянка           | 132  |
| Прогресс          | 129  |
| Голубки           | 128  |
| Новониколаевка    | 128  |
| Куличка           | 124  |
| Холма             | 114  |
| Новоалександровка | 109  |
| Скоробогатово     | 104  |
| Берёзовая Роща    | 95   |
| Зелёная Горка     | 91   |
| Канаш             | 88   |
| Верхняя Чулымка   | 71   |
| Шипиловка         | 46   |
| Петровка          | 31   |
| Малая Сосновка    | 19   |
| Сереж             | 17   |
| Малиновка         | 3    |

### Упразднённые населённые пункты
Борсук - деревня, существовавшая на территории нынешнего Подсосенского сельсовета до 1973 года, ликвидирована.
Добрая - деревня, существовавшая в 1896-1983 гг. на территории нынешнего Краснополянского сельсовета, ликвидирована.
Коминтерн - деревня, существовавшая с 1924 по 1983 гг., ликвидирована при расширении Назаровского угольного разреза.
Мариновка - деревня, существовавшая в 1895–1998 гг., ликвидирована.
Поперечка - деревня, существовавшая в 1924-1981 гг., ликвидирована.

## Местное самоуправление
Назаровский районный Совет депутатов
Дата формирования: 14.03.2010. Срок полномочий: 5 лет. Совет состоит из 14 депутатов.
Председатель
- Жаронкина Ирина Викторовна.

Глава Назаровского района
- Ковалёв Михаил Александрович. Дата избрания: 21.03.2022. Срок полномочий: 5 лет

## Экономика
Назаровский район — сельскохозяйственный район Красноярского края.
Помимо земли, хозяйств с их сельскохозяйственным производством, на территории района есть залежи полезных ископаемых. Прежде всего это уголь и цеолиты. С их разработкой связано экономическое развитие района. В основном население занято на АО «Разрез Назаровский», АО «Разрез Сереульский» и Назаровском ДРСП. В перспективе на угольном разрезе будет развита добыча и переработка цеолитов для производства стройматериалов, минеральных удобрений и фильтрующих элементов. Разрез «Сереульский» добывает сегодня 200 тысяч тонн бурого угля, который по качественным характеристикам превосходит угли Назаровского разреза. В перспективе добыча угля на «Сереульском» разрезе будет доведена до одного миллиона тонн в год.
Сельское хозяйство
Назаровский район — один из основных сельскохозяйственных районов края. По производству продукции он занимает первое место в крае. Природно-климатические условия позволяют развивать аграрный сектор и производить достаточное количество продукции для обеспечения нужд района и вывоза за его пределы. Но для этого требуются дополнительные инвестиции, как возмездные, так и безвозмездные (дотации, компенсации, субсидии).
В состав района входят: 11 сельскохозяйственных предприятий — акционерных обществ закрытого типа: ЗАО «Ададымское», «Гляденское», «Краснополянское», «Луч» и «Назаровское», АОЗТ «Павловское», «Сахаптинское», «Крутоярское», «Подсосенское», «Дороховское», «Владимировское». Кроме них, имеются несколько десятков крестьянско-фермерских хозяйств и 8297 личных подсобных хозяйств.
Направление производства сельскохозяйственных предприятий — молочно-мясное с хорошо развитым растениеводством, что обеспечивает прочную кормовую базу для животноводства. За 1997—1999 годы произведено межхозяйственное перераспределение земель внутри района в пользу наиболее крупных предприятий, имеющих достаточно средств и мощностей для более рационального и эффективного использования пашни. Дополнительно получили землю ЗАО «Назаровское», «Краснополянское» и АОЗТ «Владимировское».
Основное направление растениеводства — зерновое. Одно из хозяйств — «Дороховское» — выращивает овощи. Высокая культура и агротехника в полеводстве позволяют акционерным обществам района получать стабильные и высокие урожаи зерновых (в среднем по годам — 30 ц/га) и кормовых культур. Из-за финансовых трудностей хозяйства значительно сократили применение минеральных удобрений, но увеличили площади паров до 20 процентов от пашни, что позволяет сохранить урожайность и валовый сбор продукции растениеводства.
Посевные площади составляют 158,8 тысячи гектаров, из них 96,3 тысячи гектаров заняты зерновыми культурами (47,9 процента от пашни), 62,8 тысячи — кормовыми (32,7 процента), 123 гектара — овощами и картофелем (0,06 процента). На территории района выращиваются: продовольственная пшеница, рожь, овес, кормовые культуры.
Недостаточно обновляется техника (за исключением ЗАО «Назаровское»), поэтому очень высока нагрузка на комбайн, пропашной трактор. Техническую базу сельскохозяйственных товаропроизводителей составляют 1385 тракторов, 565 комбайнов, другие виды сельскохозяйственного оборудования и техники. Для обновления машинно-тракторного парка требуется дополнительно инвестировать на безвозмездной основе финансовые средства в сумме 80 миллионов рублей.
В районе развито животноводство молочно-мясного направления. Основное стадо КРС состоит из животных молочных пород, причем два хозяйства — «Назаровское» и «Владимировское» — племенные. На территории района 49 пунктов искусственного осеменения, но проблема в том, что оборудование устарело. Для его замены требуется 10 миллионов рублей.
Производство продукции животноводства требует больших материальных затрат, поэтому в прошлые годы было убыточно во многих хозяйствах, несмотря на финансовую поддержку из федеральных и местных источников. Дополнительные средства требуются на ремонт старых и строительство новых помещений в сумме 42 миллиона рублей. Ранее товаропроизводители испытывали трудности со сбытом мяса. Но в 1999 году ЗАО «Назаровское» приобрело Ачинский мясокомбинат, на котором в настоящее время перерабатывается не только собственная продукция, но и продукция других хозяйств района. Переработка молока производится в ЗАО «Назаровское» (масло, сыр) и АО «Назаровское молоко». Все хозяйства имеют мельницы и пекарни.
Транспорт
Связь с краевым центром осуществляется автомобильным и железнодорожным транспортом.
Пассажирские перевозки жителей района и доставка детей в школы осуществляется транспортом акционерных обществ. Четыре основных социально значимых маршрута обслуживаются транспортом автоколонны № 1965 и финансируются из средств местного бюджета. Жителям района предоставляются предусмотренные законом льготы. Но для бесперебойной работы автоперевозок необходимы дотации из бюджета для приобретения автотранспорта.
Жилищно-коммунальное хозяйство
В районе 15 котельных, работающих на твёрдом топливе. Водоснабжение осуществляется из подземных источников.
Бытовое обслуживание
В сфере бытового обслуживания осуществляется пошив и ремонт одежды, обуви, ремонт сложнобытовой техники, телеаппаратуры, парикмахерские и ритуальные услуги. Здесь не все благополучно. Муниципальное предприятие «Райбыт» на грани банкротства. Основная причина — пеня за несвоевременную уплату платежей. Срывы в работе происходят из-за отсутствия транспорта, а также старого оборудования, которое не обновлялось 15 лет.
Предлагаемые меры по выводу отрасли бытового обслуживания из кризисной ситуации заключаются в финансировании предприятия в размере задолженности по налогам, освобождении от уплаты местных налогов, выделении финансовой поддержки для открытия ритуального цеха, проведении ремонта в «Райбыте» и комплексно-приёмных пунктах.
Малый бизнес
В районе имеется ряд предпринимателей и организаций, осуществляющих торговую деятельность через магазины, торговые павильоны и киоски. Кроме этого, работают 14 предприятий общественного питания, в числе которых два частных кафе. Выпечкой хлеба занимаются пекарни акционерных обществ. Их 10 и три пекарни сельской потребительской кооперации.

## Культура
СМИ в Назаровском районе:
Европа Плюс Назарово 100,6 FM

## Образование
В районе 14 общеобразовательных школ, в которых занимаются 2950 подростка. Имеется 12 детских садов, 47 клубов, 37 библиотек, детский приют на 30 мест, спорткомплекс, два стадиона.
Один из самых известных учителей Назаровского района - Григорьев Василий Касьянович, заведующий Костенковской начальной школой  №1 Назаровского района Красноярского края. За успешную и самоотверженную работу по обучению и воспитанию детей в школах РСФСР" награжден ОРДЕНОМ ЛЕНИНА. (Указ Президиума ВС СССР от 14.12.1944г.https://ipravo.info/sssr1/legal63/902-1.htm)

## Здравоохранение
Медицинская помощь сельским жителям оказывается сетью лечебно-профилактических учреждений Назаровского ТМО, в состав которых входят пять участковых больниц со стационарами, четыре амбулатории, 48 фельдшерско-акушерских пунктов.

## Достопримечательности
Богоявленская церковь в селе Подсосенском Назаровского района Красноярского края (заложена в 1806 году) — памятник архитектуры Красноярского края XIX века.